# 3 (Album)
3 ist das dritte Studioalbum der Metal-Band Soulfly. Es erschien im Juni 2002
bei Roadrunner Records.

## Entstehung und Stil
Das Album wurde in den Chaton Studios in Phoenix, Arizona, aufgenommen, wobei Max Cavalera selbst produzierte und Terry Date den Mix übernahm. Nach den Terroranschlägen vom 11. September 2001 wurde mit 9-11-01 eine Minute des Schweigens auf das Album genommen. Auf dem Cover ist das Om-Symbol zu sehen, das in indischen Religionen Verwendung findet. Gäste waren Cristian Machado von Ill Niño, der bei One sang sowie Cavaleras Stiefsohn Ritchie und die Sängerin Asha Rabouin, die gemeinsam mit Cavalera bei Tree of Pain den Gesang übernahmen. Brasilianische Einflüsse finden sich in der Instrumentierung, bei der etwa Sitar und Berimbau Verwendung fanden. Mit One Nation wurde ein Stück von Sacred Reichs Surf Nicaragua gecovert, bei dem auch Greg Hall und Wiley Arnett von jener Band mitwirkten. Das Albencover wurden von dem Tätowierkünstler Leo Zulueta entworfen.

## Rezeption
Andreas Himmelstein vergab im Magazin Rock Hard neun von zehn Punkten. Er schrieb, die Band liefere ihr „bisher vielschichtigstes und stärkstes Album“ ab. Der Crossover der Band klinge „wesentlich organischer als früher“.

## Titelliste
1. Downstroy – 4:25
2. Seek 'N' Strike – 4:27
3. Enterfaith – 4:46
4. One – 5:21
5. L.O.T.M. – 2:36
6. Brasil – 4:56
7. Tree of Pain – 8:23
8. One Nation – 3:42
9. 9-11-01 – 1:00
10. Call to Arms – 1:23
11. Four Elements – 4:20
12. Soulfly III – 5:02
13. Sangue de Bairro – 2:18
14. Zumbi – 6:16

- Bonustitel der europäischen Version:

1. I Will Refuse (Cover von Pailhead)
2. Under the Sun (Cover von Black Sabbath)
3. Eye For An Eye (Live Ozzfest 2000)
4. Pain (Live Ozzfest 2000)